# Orphinus unifasciatus
Orphinus unifasciatus es una especie de escarabajo de piel del género Orphinus, de la familia Dermestidae, orden Coleoptera.

## Distribución
Se distribuye por Asia: India, en el estado de Himachal Pradesh.

## Taxonomía
Fue descrita por Háva en 2006.